# Palais des glaces (attraction)
Pour les articles homonymes, voir Palais des glaces.

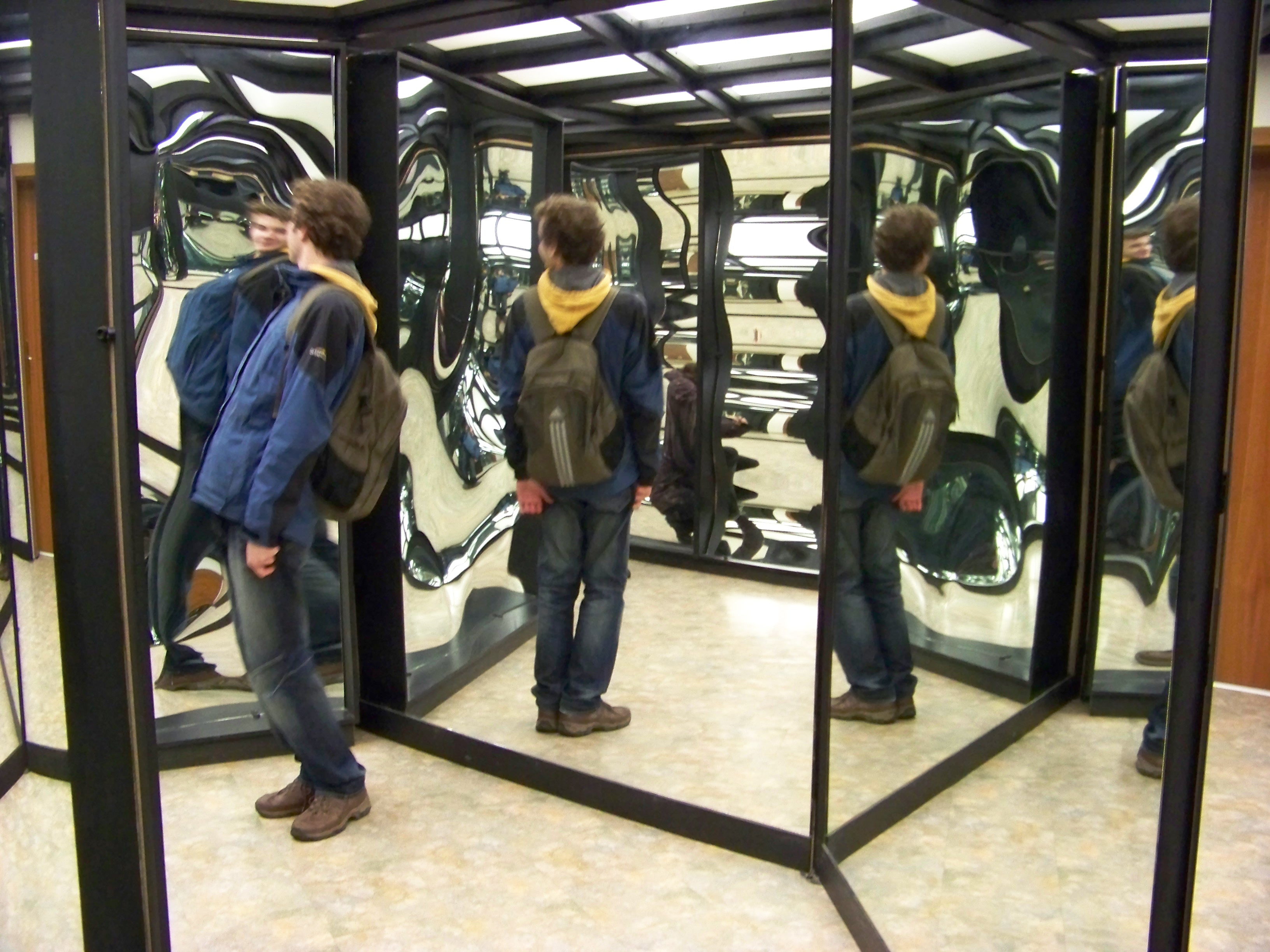
Un palais des glaces en République tchèque.

Le Palais des glaces, ou Labyrinthe de miroirs, est une attraction sous forme d’un labyrinthe, cloisonné par des vitres ou des murs recouverts de miroirs éventuellement déformants concave ou convexe, faisant perdre l’orientation et tout repère spatial.
Un palais des glaces peut être indépendant ou intégré à un palais du rire. Fréquent dans les fêtes foraines en raison de son démontage facile, il est parfois installé dans les parcs d'attractions.

## Histoire
De passage à Versailles au cours d'une visite en France, Pieter Stuyvesant découvrit la célèbre galerie des glaces du château. Ses murs couverts de miroirs lui donnèrent l'idée de créer un lieu d’amusement dans la cité de La Nouvelle-Amsterdam dont il était gouverneur. Sa première version de la maison de miroirs fut ouverte en 1651, et il demanda un florin néerlandais pour l’entrée des visiteurs dans son attraction.

## Quelques palais au travers du monde
- 1001 mirrors - Pleasureland Southport  Royaume-Uni
- Fun House Mirror - Edgewater Park  États-Unis
- Hamburg Dungeon - Hambourg  Allemagne (depuis 2004)
- Le labyrinthe des glaces « Alhambra » - Lucerne  Suisse (depuis 1896)
- Le labyrinthe de miroirs de Petřín - Prague  République tchèque (depuis 1891)
- Le labyrinthe de glace - Liseberg  Suède (depuis 1961)
- Labyrinthe des Dragons - Safari de Peaugres  France
- Labyrinth of the Lost - London Dungeons  Royaume-Uni
- Mirror Maze - National Sea Life Centre  Royaume-Uni
- Magical Mirror Maze - Wookey Hole Caves  Royaume-Uni
- King Arthur’s Mirror Maze - Longleat House and Safari Park  Royaume-Uni (depuis 1998)
- The Amazing Emerald Forest - Butterfly Palace and Rainforest Adventure  États-Unis

## Une attraction source d'inspiration

### Au cinéma et à la télévision
Dans de nombreuses fictions, ce lieu sert de décor pour une confrontation. Déjà Charlie Chaplin, en 1928, dans son film Le Cirque fait une partie d'une course poursuite dans un palais des glaces.
Il est également utilisé dans les films La Dame de Shanghai (1947) d'Orson Welles, Opération dragon (1973) avec Bruce Lee, Mon nom est Personne (1973) avec Terrence Hill, L'Homme au pistolet d'or (1974) et Meurtre mystérieux à Manhattan (1993) de Woody Allen, ou encore Us (2019) de Jordan Peele. On le retrouve également dans des séries télévisées comme MacGyver, Teen Titans : Les Jeunes Titans (dans l’épisode « Betrayal ») ou Batman. 

### Dans l'art
- Quelques artistes se sont inspirés de ce lieu pour leurs créations comme Ryan McGuiness pour son installation Worlds within worlds en 2003[1],[2]. Patrick Martinez également en 2003, avec son installation Alien.

- La photographie datée de 1935, Mirror Mirror de FPG/Hulton Archive/Getty Images[3].